# 極点社会
極点社会（きょくてんしゃかい）とは、少子高齢化が進む地方において出産のできる若年女性が就職や嫁入りなどによって大都市に大量に流出することにより、大都市に人口が一極集中することである。これにより、大都市では若年女性が流入した分だけ出生率が上昇し、ますます人口が増加する。それに対して、地方での合計特殊出生率は大幅に低下する。さらに、地方では高齢者が死亡により減少していく。それによって、消滅集落が増えている状態を指す。